# Игуманија Тавита (Милосављевић)
Тавита (световно Ружица Милосављевић; Крушевац, 31.avgust 1938) монахиња је Српске православне цркве и игуманија Манастира Својнова.

## Биографија
Игуманија Тавита (Милосављевић) рођена је 31. августа 1938. године у Крушевцу, од оца Хранислава у монаштву Корнелија, и мајке Стојанке у монаштву Михаиле. На крштењу је добила име Ружица.
Ступа као искушеница у Манастир Руденицу код Александровца, 1949. године. Прелази 1955. године у Манастир Грачаницу, на челу са игуманијом Татијаном и њеном сестром од тетке монахињом Теодором.
Замонашена је 27. августа 1959. године у Манастиру Грачаници на Косову, од стране његове светости патријарха српскога господина Павла Стојчевића, тадашњег епископа рашко-призренскога, добивши монашко име Тавита.
Одлуком тадашњег епископа господина Саве Вуковића, 12. новембра 1991. године монахиња Тавита постављена је за прву игуманију Манастира Својнова код Параћина, где и данас води сестринство.